# Filfla (Argélia)
Filfla (em árabe: فلفلة) é uma comuna localizada na província de Skikda, Argélia. De acordo com o censo de 2008, a população total da cidade era de 28 996 habitantes.